# Schloss Kromsdorf
Schloss Kromsdorf ist ein Renaissanceschloss im Ortsteil Kromsdorf der thüringischen Gemeinde Ilmtal-Weinstraße, etwa fünf Kilometer nordöstlich von Weimar im Landkreis Weimarer Land. Zusammen mit Schloss Tiefurt und Burg Denstedt bildet es eine Dreiergruppe an der Ilm liegender Schlossanlagen.

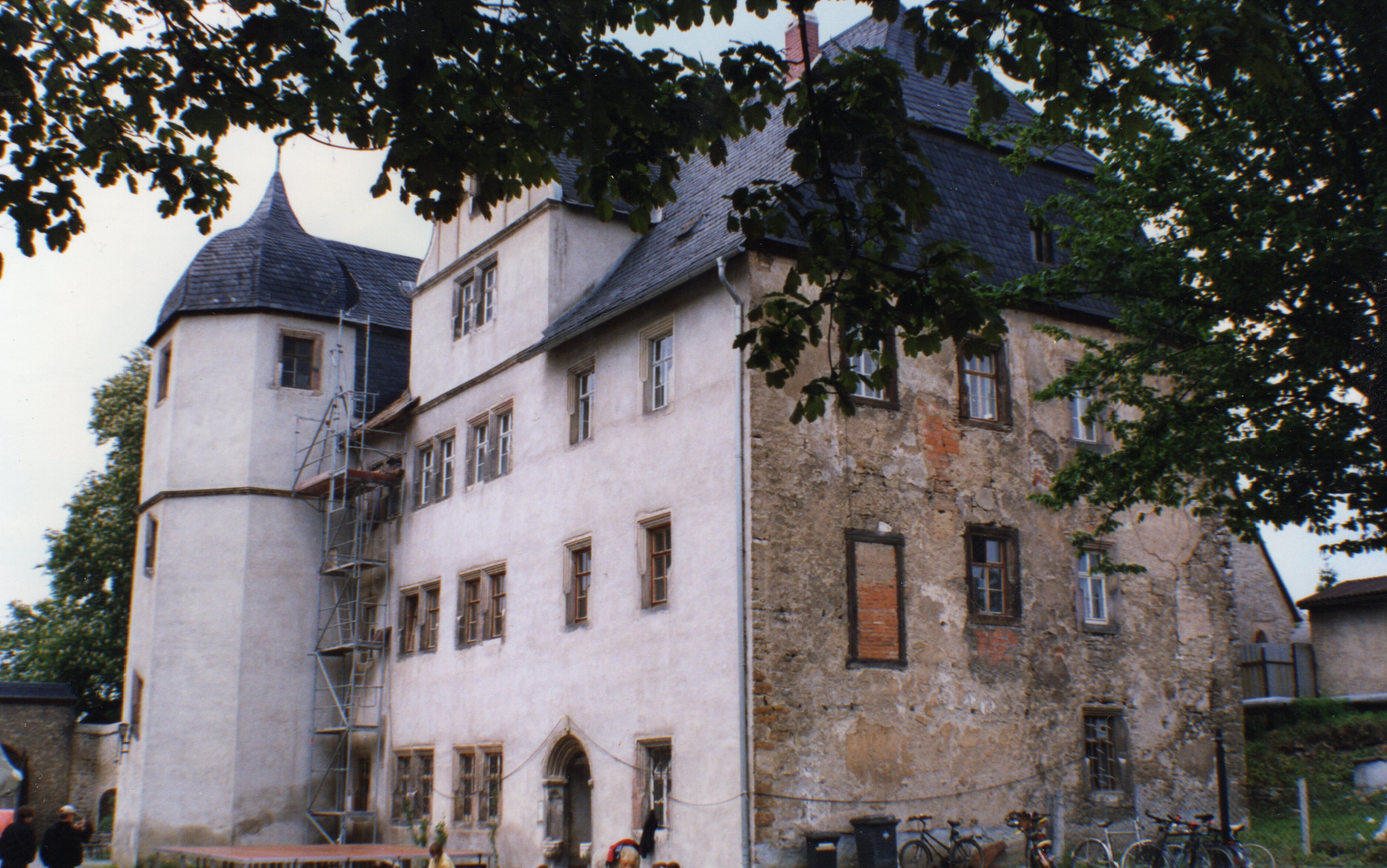
Schloss Kromsdorf während der Renovierung 1996

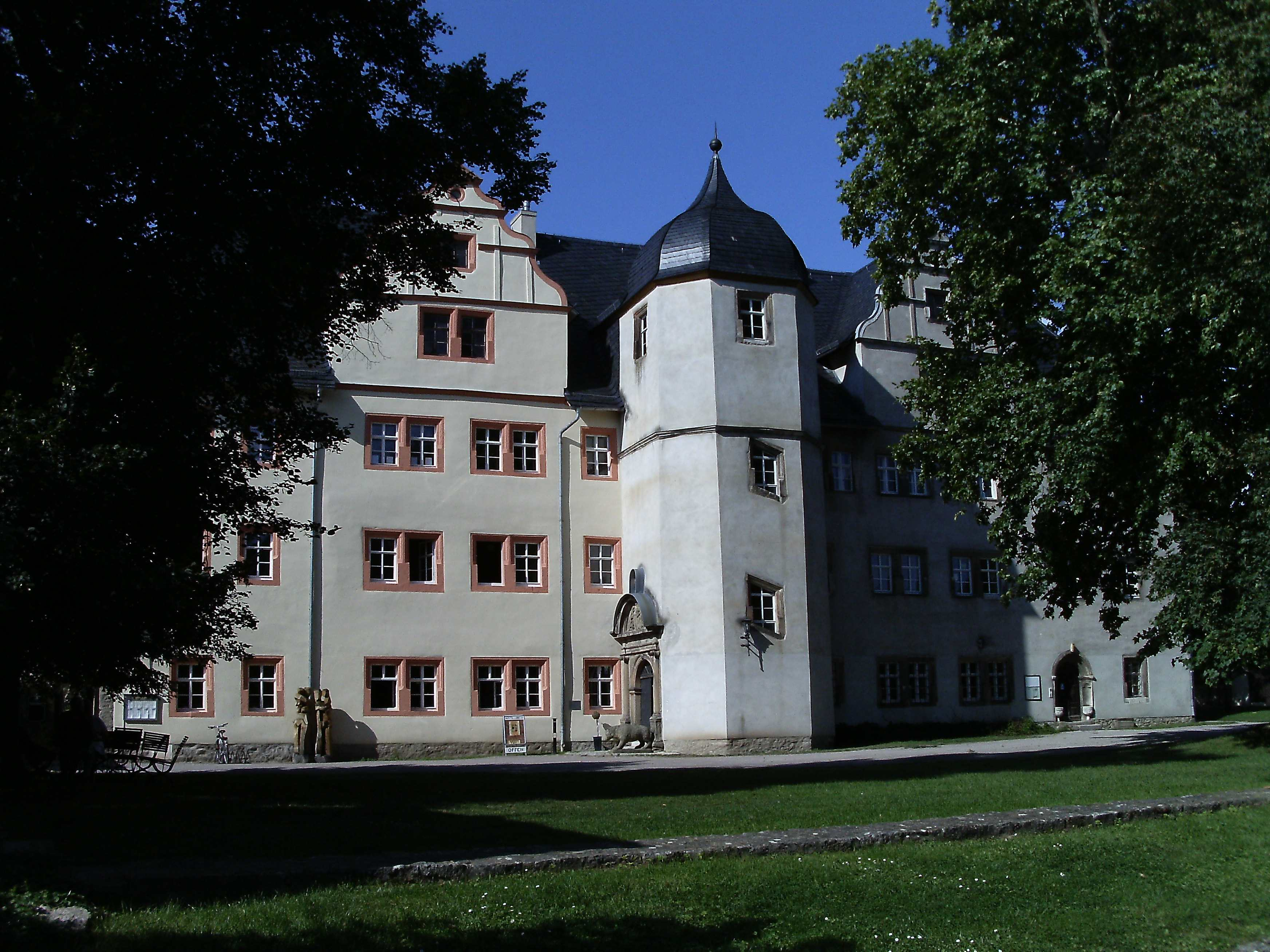
Schloss Kromsdorf 2011

## Geschichte

### Bau
Kromsdorf war ursprünglich ein Rittersitz. Dieser lag in Form einer kleinen Herrenburg im Bereich des heutigen Pfarrhauses. 1580 ließ Georg Albrecht von Kromsdorf aus der Familie von Kromsdorf das heutige Schloss südlich der Kirche errichten. Als der Baron Johann Theodor de Mortaigne, Oberst im Weimarischen Dienst, das Schloss 1666 übernahm, begann die zweite wichtige Bauphase. Sein heutiges Aussehen erhielt das Schloss durch den Anbau von West- und Ostflügel. Außerdem wurde die Gartenmauer im Schlosspark mit 64 Nischen für Büsten versehen, von denen die beiden letzten verschollenen erst vor kurzem wieder aufgetaucht sind.
Die Grenze zwischen ursprünglichem Bau und Anbau kann man gut erkennen. Sie verläuft an den Außenkanten der Zwerchgiebel beider Flügel senkrecht von unten nach oben. Außerdem zeigt sich am Dachgesims ein deutlicher Riss. 1904 kam das Schloss in Besitz des Kammerherrn Erich von Conta. Er ließ das Wirtschaftsgebäude abreißen und eine Kutschenremise mit Pferdestall errichten, die heute die Bibliothek beherbergt. Die Grundsubstanz des Schlosses bewahrte er, ließ aber vor allem die Räume im Erdgeschoss umbauen.

### Renaissance und Barock

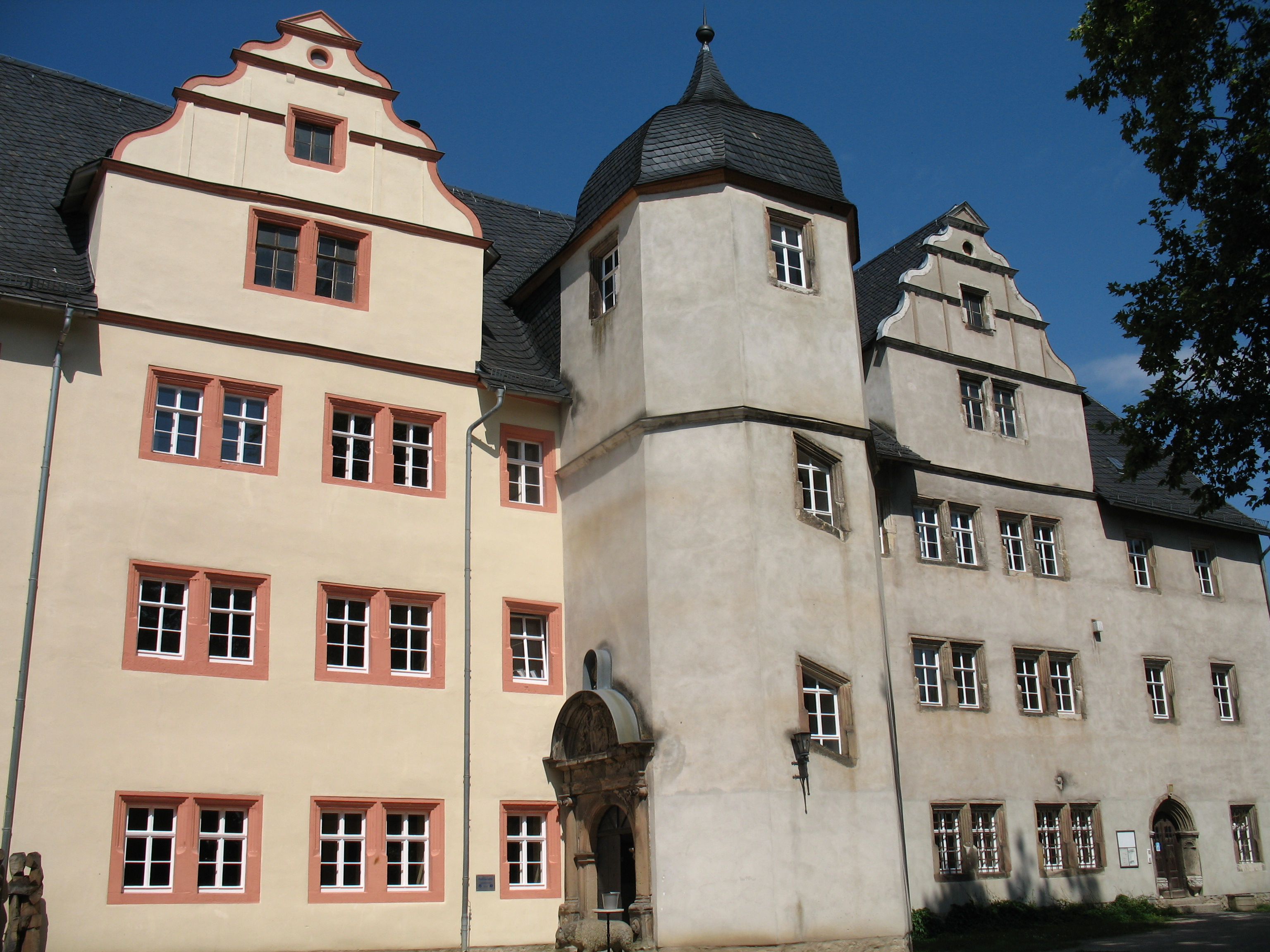
Fassade mit Treppenturm

Georg Albrecht von Kromsdorf ließ das Schloss als Alternative zu seinem kleinen Herrensitz (dem heutigen Pfarrhaus) errichten, um entsprechend seiner Dienststellung als Kammerherr an den Höfen in Weimar und Altenburg residieren zu können.
Über den Tod seines Sohnes Hans Christoph von Kromsdorf, der im Dreißigjährigen Krieg verstarb, gibt es eine Sage: In der Nähe von Groß- und Kleinkromsdorf soll eine Nixe in der Ilm gewohnt und dort ihr Unwesen getrieben haben.

„Ein armer Knappe des Herren von Kromsdorf, der traurig an der Ilm entlangspazierte und über sein Schicksal nachdachte, wurde unvermutet von der Nixe angesprochen und bekam einen Beutel Gold, um seine Not zu lindern. Allerdings musste er versprechen, sich über das Geschenk in Schweigen zu hüllen. Da dem Herren von Kromsdorf die verbesserte Lage seines Knappen nicht verborgen blieb, befragte er ihn über die Gründe. Getreu dem Versprechen schwieg dieser beharrlich und musste dafür mit Verlies und Folter büßen.[…] Zu Tode gefoltert, gab der Knappe dann sterbend sein Geheimnis preis. Daraufhin erbebte das ganze Schloss, die Nixe erschien und verfluchte den Herren von Kromsdorf und mit ihm sein Geschlecht. Nach 40 Tagen ereilte den Herrn der Tod und sein Geschlecht ist nach dem dritten Gliede ausgestorben.“

Nach dem Tod von Hans Christoph von Kromsdorf wurde das Schloss wegen hoher Schulden versteigert. Erst 1646 fand es eine Käuferin, Anna Magdalena, Hofmeisterin. Sie war die Witwe des Fürstlich-Sächsischen Hof- und Stallmeisters Hans Georg von Weidenbach zu Altenburg und eine geborene von Kromsdorf. Sie übernahm das Grundstück samt Schloss für 4.300 Gulden, wovon ihr Schwiegersohn, der königlich-schwedische Generalleutnant Kaspar Kornelius Mortaigne de Potelles, 3.000 Gulden beisteuerte.
Später bekam ihr Sohn Wolf Albrecht von Weidenbach das Schloss, da der Hauptgeldgeber Caspar Cornely 1647 verstorben war. Nach dem Ableben von Wolf Albrecht von Weidenbach gelangte das Anwesen zwei Jahre später in den Besitz von Johann Theodor de Mortaignes, dem Sohn Caspar Cornelys. Nach dessen Tod als Kommandant der Festung Szeged 1691 wurde der Besitz 1692 an den Herzog Wilhelm Ernst von Sachsen-Weimar verkauft.

### Sachsen-Weimar
Herzog Wilhelm Ernst kaufte am 8. März 1692 der Witwe Johann Theodor de Mortaignes das stark verschuldete Schloss ab. Damit war dieser aber immer noch nicht uneingeschränkter Besitzer des Schlosses, da Groß- und Wenigenkromsdorf „ein Mann- und Weiberlehen“ der Grafen Hohenlohe–Langenburg (Besitzer von Schloss Ehrenstein in Ohrdruf) waren. Außerdem bestand der Lehenshof zu Ohrdruf darauf, dass der Herzog einen Lehnsträger ernennen möchte, der durch seinen Kammerrat Voigt präsentiert wurde. Zu dieser Zeit richtete Herzog Wilhelm Ernst auch den Fasanengarten ein. Die Plastiken von Aurora, Juno und Vesta ließ er aufstellen, sowie den größten Teil der Büsten anfertigen.
Nachdem Herzog Wilhelm Ernst im Jahr 1728 verstorben war, gab es einige schwierige Jahre für das Schloss. 1765 gab Anna Amalia die Zustimmung zum Abbruch des Orangeriegebäudes, da man davon ausging, dass es nicht wieder benutzt werden würde. Gern verbrachte der Herzogliche Hof seine Zeit im Schloss Kromsdorf. Hier fanden Theater- und Musikaufführungen statt.
Im Jahre 1809 eignete sich Großherzog Carl August durch § 34 der Rheinbundakte das Schloss an. 1833 ließ sein Sohn Carl Friedrich den Park zu einem Landschaftsgarten umgestalten, wie er auch heute noch zu erkennen ist. Auch ließ er einige der Büsten reparieren. Damit das Schloss besser erreicht werden konnte, plante er auch einen Promenadenweg von Tiefurt nach Kromsdorf. Dieser konnte aber erst 1879 realisiert werden.
Die dem Gut Großkromsdorf zugehörigen Ländereien unterstellte der Großherzog dem Kammergut Schöndorf. Außerdem ließ er die Wirtschaftsgebäude 1840/41 abreißen, da sie nun nicht mehr benötigt wurden. Das Schloss diente als Lager für Möbel und Sammlungen. Bei der Wiederherstellung wurde der Karpfenteich zugeschüttet und das Südtor wieder geöffnet. Die im zweiten Obergeschoss gelegenen Festräume erhielten bemalte Wandtapeten und Deckengemälde.
Nach dem Tode des Großherzog Karl Friedrichs ließ seine Witwe Maria Pawlowna 1859 im Schloss das Carl-Friedrich-Damenstift einrichten. Dazu wurden im ersten Obergeschoss kleine Appartements für vier Damen eingerichtet. Im zweiten Obergeschoss befanden sich die Gesellschaftsräume. Die Damen nutzten das Schloss als Sommerresidenz. Carl Alexander, der neue Großherzog, ließ die Ausstattung seines Vaters, die dieser im Schloss aufgestellt hatte, in andere Schlösser bringen. Das Damenstift hörte 1882 nach dem Aufenthalt der letzten Stiftsdame auf zu existieren.

Schloss Kromsdorf 1829
Schloss Kromsdorf (Postkarte um 1910)
Schloss Kromsdorf, Festsaal (Postkarte um 1910)

### Erster und Zweiter Weltkrieg
Nach dem Tode Carl Alexanders wurde dem Hofmarschallamt durch den neuen Staatsminister im Departement des Großherzoglichen Hauses, Rothe, mitgeteilt, dass das Schloss nicht mehr haltbar sei, da es leerstehe. 1904 gelang es dem Kammerherrn Erich von Conta nach längeren und schwierigen Verhandlungen das Schloss zu erwerben. Bis 1892 gehörte das Nachbarschloss Burg Denstedt der Familie seiner Frau, der Familie von Wegener, zubenannt Linker von Lützenwick. Ihr zuliebe soll er das Schloss damals gekauft haben.
Während des Ersten Weltkrieges veränderte sich das Schloss nicht. 1932 und 1938 veranstaltete von Conta seine berühmten „Schwedenfeste“ in Schloss und Park. Nach seinem Ableben 1943 erbte seine Nichte, Frieda von Breitenbuch das Schloss.

### 1945 bis 1989

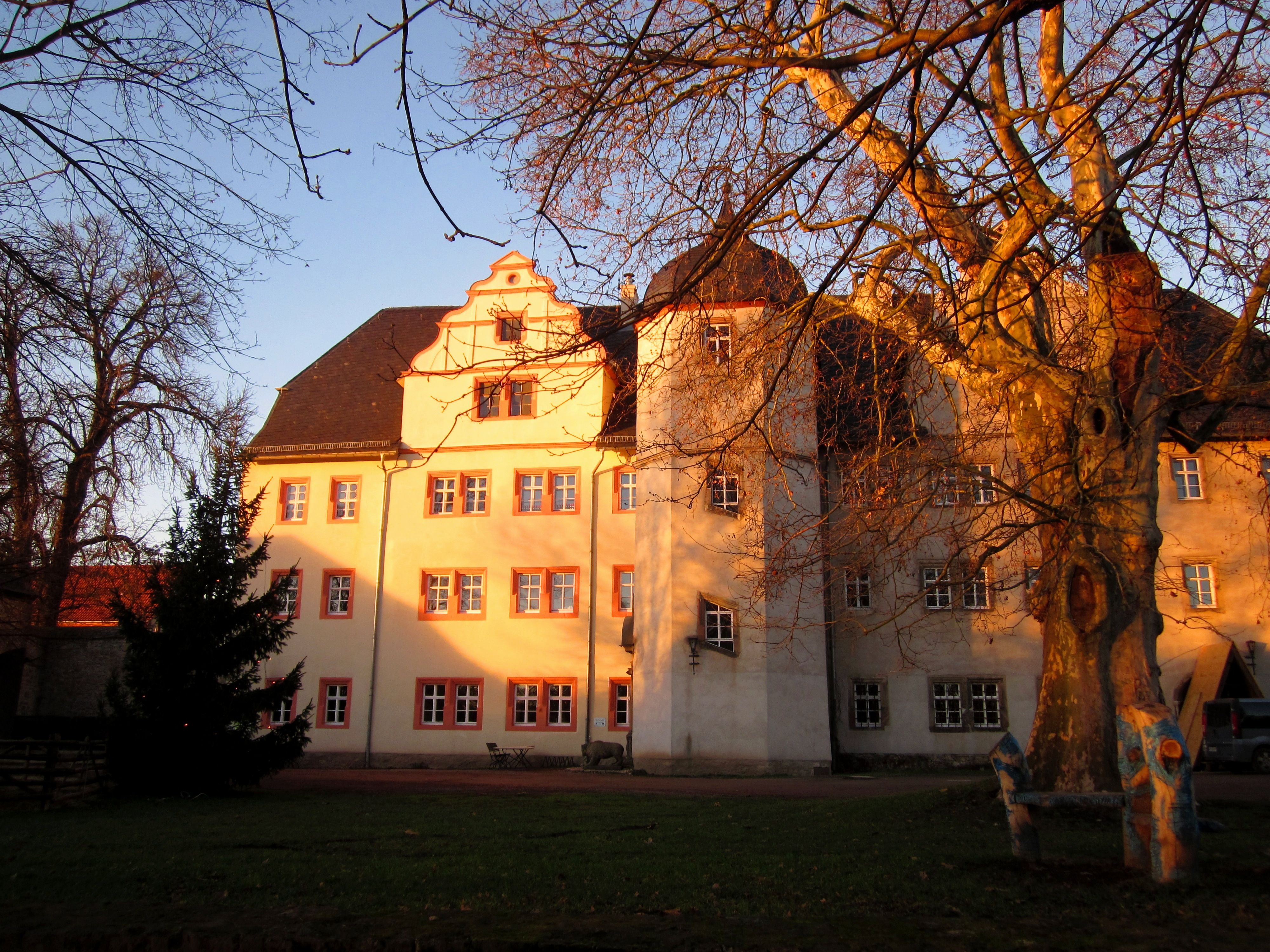
Südfassade

Nach 1945 gab es im östlichen Teil Deutschlands für derartige feudal-aristokratische bzw. bürgerliche Hofhaltungen, wie sie das Kromsdorfer Schloss darstellte, keine positiven Aussichten mehr. 1946 wurden Flüchtlinge in das Schloss eingewiesen. Es erhielt dadurch den Status eines Mietshauses. Die Vermietungs- und Besitzrechte nahm, bevor das Anwesen der Gemeindeverwaltung unterstellt wurde, eine Treuhandverwaltung der Familie von Breitenbuch als Erben des letzten Besitzers Erich von Conta wahr.
Das Anwesen wurde nie so intensiv wie nach 1945 genutzt. Das Schloss war vollkommen bewohnt. In das Erdgeschoss zogen später die Gemeindebibliothek und eine bescheidene Dorfgaststätte ein. Das ehemalige Bienenhaus wurde 1949 ein Kindergarten, schließlich auch Wohnung. Der äußere Park („Fasanengarten“), dessen Mauer fast gänzlich zerstört wurde (Gewinnung von Material für Neubauernhäuser), wird seit 1948 als Sportplatz genutzt und verlor damit seinen Charakter.
In den Wirtschaftshof zog 1947 die Metallfabrik Raßbach ein, seit 1972 ein Betriebsteil des Weimarer Landmaschinen-Kombinats, auch „Weimar-Werk“ genannt. Aus dem Schlossgarten wurden parzellierte Mieter-Nutzgärten. 1959 erfolgte die Rodung des Baumbestandes im Nordteil des inneren Parkes. 1963/64 war das Schloss Drehort für den DEFA-Abenteuerfilm Mir nach, Canaillen! mit Manfred Krug.
Die funktionellen Überforderungen und groben Vernachlässigungen elementarer Baupflege führten zu schweren Schäden. Deren Behebung, vor allem am Dach und in den Holzbalkendecken des Schlosses, wurden zu einem Zeitpunkt (ab 1966) in Angriff genommen, als die dafür zu beschaffenden Mittel den tatsächlichen Erfordernissen nicht mehr zu entsprechen vermochten. Die Restaurierungsarbeiten blieben u. a. mit einer herausgerissenen Geschossdecke und abgelösten wertvollen Tapeten im ehemaligen Festsaal unvollständig. Im Garten unterblieben Sanierungen nahezu gänzlich, und im ehemaligen Wirtschaftshof kümmerte sich das „Weimar-Werk“ um Neuinvestitionen, die nicht zum Vorteil des Erscheinungsbildes der Gesamtanlage waren.
In dieser Situation des erneuten Niederganges des Schlosskomplexes musste es hoffnungsvolle Erwartungen wecken, dass sich die Hochschule für Architektur und Bauwesen Weimar für das Schloss, den Schlosshof, den Garten und die Kapelle interessierte (nach Aufgabe des Objektes durch die Kirchenverwaltung mit Verlust der Orgel und des Kanzelaltares). Ab 1975 nahm die Hochschule die Besitzrechte von Teilen des Grundbesitzes wahr, betrieb mit Eifer den Leerzug des Schlosses und entwickelte kühne Um- und Ausbaukonzeptionen für ein „Weiterbildungsinstitut“.
Die Fortsetzung der Restaurierungsarbeiten verlief jedoch so langsam, dass sich die Schäden vermehrten. Ab 1982 zogen Studenten mit dem teils gebilligten, teils nicht unterstützten Ziel der „Schlossbesetzung“ ein. Die Hochschulleitung geriet dabei in einen Konflikt, denn das hochschuleigene, partiell ruinöse Gebäude war offiziell weder ein Internat noch ein Institutsgebäude. Die Wohngemeinschaft, die zeitweise aus bis zu 20 Studenten bestand, sah ihre Aufgabe auch in der Erhaltung des Schlosses. In den "Studentensommern" 1983 bis 1988 wurde der Jagdsaal von Einbauten befreit, das Schloss entrümpelt und Fenster verglast (1983), im Festsaal Deckenbalken saniert (1984), der Jagdsaal restauriert (1985), Fenster im Jagdsaal erneuert (1986), Arbeiten an den Schlossmauern durchgeführt (1986–88) und der östliche Renaissancegiebel komplett neu aufgemauert unter Verwendung der historischen Kalksteingewände und Schmuckteile (1987/88). 1988 wurde auch die Reparatur des Schieferdaches veranlasst.
Seitens der Hochschulleitung wurde für 1978 die Restaurierung der Gartenplastiken geplant, aber nie ausgeführt. Die Erarbeitung einer denkmalpflegerischen Zielsetzung für die Gartenrestaurierung wurde 1979 veranlasst. Auch die Porträtbüsten sollten restauriert werden und wurden daher in der ehemaligen Kutschenremise eingelagert. 1986 erfolgte dann der Antrag, das Anwesen eigentumsrechtlich an die Gemeindeverwaltung zu übergeben. Der damalige Bürgermeister plante ein Kultur- und Begegnungszentrum in Zusammenarbeit mit den Studenten. Die Kapelle wurde mit einem Verbindungsgang zum Schloss von 1986 bis 1988 zum Amateurtheater umgestaltet.

Schloss Kromsdorf, Baustelle Ostgiebel, 1987
Schloss Kromsdorf, Jagdsaal, 1988
Schloss Kromsdorf, Saal, 1988

### 1990er Jahre
In den 1990er Jahren wurden das Schloss und die gesamte Anlage aufwändig saniert und die letzten Studenten, jetzt der Bauhaus-Universität Weimar, verließen das Schloss.

### Heute
Das Schloss wurde eine Zeit lang von mehreren Vereinen genutzt, darunter war das Thüringer Filmbüro, das Kinderhaus Kreativ und die Maria-Pawlowna-Gesellschaft. Das Schlossrestaurant mit gutbürgerlicher Küche ist seit März 2017 bis auf weiteres geschlossen. Derzeit befindet sich im Schloss nur das Büro einer Anwaltskanzlei.

## Das Schlossareal

### Schlossgarten
Der Schlossgarten ist seit 1580 vorhanden, war aber in dieser Zeit nur ein reiner Nutzgarten im herkömmlichen Sinn. Um 1668 ließ Johann Theodor de Mortaigne ihn umgestalten. Die ebene Fläche des Gartens wurde in rechteckige Stücke eingeteilt, die durch Wege voneinander getrennt wurden, so dass jedes für sich in seiner Gestaltung wie ein kleiner Garten wirkte. Der Gesamtzusammenhang blieb durch die ordnende Bepflanzung mit Buchsbaum gewahrt. Der Untergrund war mit verschiedenen farbigen, schwarzen und weißen Materialien ausgelegt.
Ein im Weimarer Schlossmuseum aufbewahrtes Ölgemälde unbekannten Datums zeigt das Schloss und seine Umgebung zu jener Zeit. Die Bastionen sind dort mit geschweiften Hauben überdacht, und die Südmauer hat ein Ziegeldach. In der Mitte des Gartens ist ein Etagenbaum oder Etagenbrunnen zu sehen. Links von der südwestlichen Bastion kann man einen dunklen Fleck erkennen, der sich als Wassergraben deuten lässt. Über das Vorhandensein einer solchen Anlage ist allerdings nichts bekannt.
Die Anlage mit ihren klaren Abgrenzungen und ihren beschränkten Abmessungen weist auf holländisches Ideengut hin – die Familie Mortaigne stammte von dort. Daher ist es auch möglich, dass holländische Künstler an der Gestaltung des Gartens beteiligt waren.
Nach dem Tod Mortaignes nahm Herzog Wilhelm Ernst im Garten eine leichte Umgestaltung im Sinne des Barocks vor. Er ließ die vier Figuren Aurora, Flora, Juno und Vesta aufstellen und pflanzte wertvolle Gehölze. Wie in vielen herzoglichen Schlössern wurde auch in Kromsdorf ein Orangenwarmhaus errichtet. Dieses dürfte in der Nordostecke des Gartens gestanden haben. In einem Inventar aus dem Jahr 1729 heißt es:

„34 ital. Orangenbäume in Kübeln, Cypressenbäume, Oleander, Lorbeer, Jasmin, Oliva vera u. a., daneben 400 Stück Nelken seltener Sorten in Äschen, 66 Stück Rosmarin mit Kronen, Aloe usw., die als indianische und andere ausländische Gewächse bezeichnet werden. Einen Nutzgarten mit Wurzelwerk, Caul Rabbi und Kohl vor Fürstl. Küche. […] Diese Orangenbäume sollen wegen des starken Einheizens bey Sr. Mi defuncti zugestoßener Unpässlichkeit zu Cromsdorf verdorben sein, an deren Stelle sind nunmehr wiederum beygezogen wurden: 188 gute Stämme in Aeschen, worunter 15 St. so Früchte haben,[…]“

Außerdem wird berichtet, dass es in der 1699 angelegten Fasanerie (heute unter anderem als Sportplatz genutzt) 150 Fasanen und 15 Welschhühner gab so zur Bruth gebracht wurden. Diese standen unter der Obhut eines Fasaneriewärters.
Nach dem Tod des Herzogs war der Schlossgarten dem Verfall ausgeliefert. Erst durch Großherzog Carl Friedrich wurden 1833 wieder neue Büsche und Bäume gepflanzt und Nord- und Südtor mit neuen Flügeln versehen. 1904 wurde der Schlossgarten durch den Kammerrat von Conta verändert. Der größte Teil der Nordmauer wurde abgerissen, um den Garten enger an das Haus zu binden, ohne das Grundkonzept des Ensembles zu beachten.
In den Jahren nach dem Ersten Weltkrieg wurden die symmetrisch angelegten Wege zusammengelegt, um die Fläche besser als Acker bewirtschaften zu können. In den 1980er Jahren war der Garten eine Wiese, nur unterbrochen vom Mittelweg vom Schloss zum Südtor. Erst 1994 wurden die Wege wieder nach Mortaignes Plan rekonstruiert. Die einzelnen Gartenflächen wurden aus Kostengründen aber nicht nach historischem Vorbild gestaltet, sondern als einfache Rasenflächen belassen. Auch der mittlerweile ansehnliche Großbaumbestand wurde – mit Ausnahme von zwei Fichten – nicht angegriffen, obwohl er dem ursprünglichen Gestaltungskonzept widerspricht. Sie kommen allerdings der heutigen Nutzung zugute.

### Schlossmauer
Der älteste Teil der Schlossmauer ist der vier bis fünf Meter hohe Teil zwischen Schloss und Gartenhaus mit dem massiven hölzernen Tor und der daneben liegenden Schlupftür und ist zusammen mit dem Schloss 1580 errichtet worden. Mit der Anlage des Renaissancegarten ließ Mortaigne 1666–68 diesen komplett mit einer Gartenmauer umgeben. Dabei ließ er 64 Nischen für Steinbüsten einfügen, welche sich auf sämtliche Seiten verteilen. Von der ursprünglich vierseitigen Gartenmauer sind heute nur noch die Süd-, Ost-, West und ein Teil der Nordmauer erhalten. Vermutlich zeitgleich mit der Gartenmauer wurden die Mauern nördlich und östlich des Schlosses errichtet. In der Südmauer befindet sich ein Tor, welches zum Fasanengarten führt. Das hölzerne Tor wurde 1988 nach historischen Zeichnungen komplett neu hergestellt.
1988 wurde ein eingestürztes Teilstück der Gartenmauer südlich des Gartenhauses durch die im Schloss wohnenden Studenten komplett erneuert, einschließlich der Gründung.
Sanierungsarbeiten von 1991 bis 1992 retteten die Schlossmauer vor dem endgültigen Zerfall. Dabei wurde die Mauerkrone mit einer Metallabdeckung gesichert und anschließend mit Bodendeckern bepflanzt (geeignete Mauerpfeffer- und Steinbrecharten). Nur noch wenige Meter sind von einer weiteren Mauer erhalten, die früher um den ganzen Schlosskomplex herum bis zum Ilmufer führte. Im Fasanengarten ist von ihr nur noch ein Wall übrig geblieben. An dieser Stelle befand sich das „Schwarze Tor“. Die heutige Nordmauer wurde erst 2001 saniert und rekonstruiert. Sie befindet sich hinter dem Parkplatz. 1907 war sie durch von Conta etwa in Breite des Schlosses abgerissen worden. Die ursprüngliche Nordmauer befand sich als Abschluss des Wirtschaftshofes direkt gegenüber dem Schloss.

### Stein-Büsten

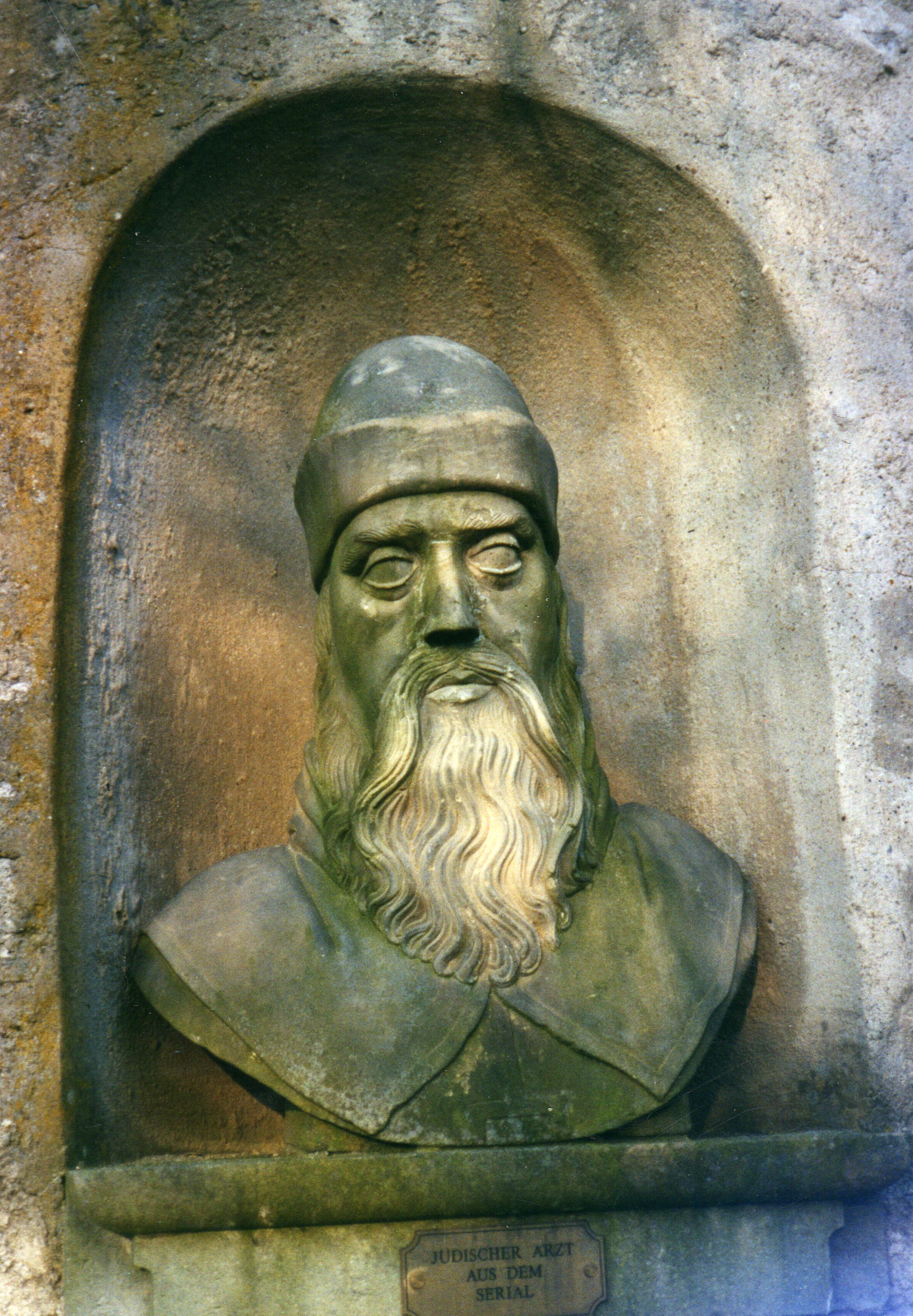
Büste im Schlosspark

Als Mortaigne 1666 den Schlosspark umgestaltete, setzte er in die Gartenmauer 64 Nischen für Sandsteinbüsten ein. Es ist nicht geklärt, wie viele Büsten Mortaigne und wie viele sein Nachfolger Herzog Wilhelm Ernst fertigen ließen. Es wird vermutet, dass der Großteil der Büsten Wilhelm Ernst zuzuschreiben ist, da dieser finanziell besser ausgestattet und außerdem Sammler solcher Stücke war. Ab 1709 beauftragte er den Bildhauer Hans Caspar Ritze, weitere Büsten anzufertigen. Es wäre notwendig, dass Historiker die Motive der beiden Auftraggeber für die Auswahl der 64 Personen und ihre Identität begründen.
Als die französischen Truppen 1806 durch Kromsdorf zogen, schlugen sie bis auf ca. 11 Büsten allen die Nasen ab. Eine Wiederherstellung hat auf Anordnung des Großherzogs Carl Friedrich durch den Bildhauer Dupont ab 1833 stattgefunden. 1979 wurden die Büsten im Dach der Remise eingelagert. Nach der Wiederaufstellung waren jedoch nur noch 61 Büsten vorhanden.
1995 tauchte die Büste des Johann Wilhelm von Sachsen-Eisenach wieder auf. Sie wurde in Jena gefunden. Weihnachten 2002 wurde auch die Büste von Bethlen Gabor wiederentdeckt, die in einem Weimarer Schrebergarten stand. Durch die Publikationen hierzu konnte kurze Zeit später, im Frühjahr 2003, auch noch die letzte Büste, die des Kaisers von Marokko, aufgefunden werden. Sie wurde in Bergern in einem verwilderten Garten gefunden. Ihr fehlte noch die Nase, es wurden Spenden zur Restaurierung gesammelt und nunmehr sind wieder alle Büsten in der Schlossmauer versammelt.
Die insgesamt 64 Büsten sind in der Liste der Steinbüsten am Schloss Kromsdorf aufgeführt.
Die Büsten in der Kromsdorfer Schlossmauer können wie folgt eingeteilt werden: Es gibt 32 europäische Büsten und 32 orientalische Büsten. Die Herrscher und Heerführer sind mit 45 Büsten mit Abstand in der Überzahl. Dichter und Denker hingegen gibt es nur drei. Auffällig ist außerdem, dass nur eine Frau mit Namen genannt wird: Anne Stuart. Die anderen weiblichen Büsten tragen unpersönliche Bezeichnungen, wie zum Beispiel „Weib von der Insel Chios“.
Es ist möglich, dass einige Büsten umgewidmet wurden. Einige Forscher sind der Meinung, dass etwa die Büste von Anna Stuart ursprünglich die Büste der „Maria Römische Kayserin“ gewesen sei.
Die Hälfte der Büsten lassen sich kriegerischen Auseinandersetzungen zuordnen. Dabei nimmt der Dreißigjährige Krieg den größten Raum in Anspruch. Zahlenmäßig folgen Reformation, Gegenreformation und weitere dazu in Beziehung stehende kriegerischen Auseinandersetzungen in Europa. Mortaigne diente wahrscheinlich das Theatrum Europaeum als Vorlage. In diesem Sammelwerk von Kupferstichen finden sich zahlreiche Persönlichkeiten dieser Zeit.

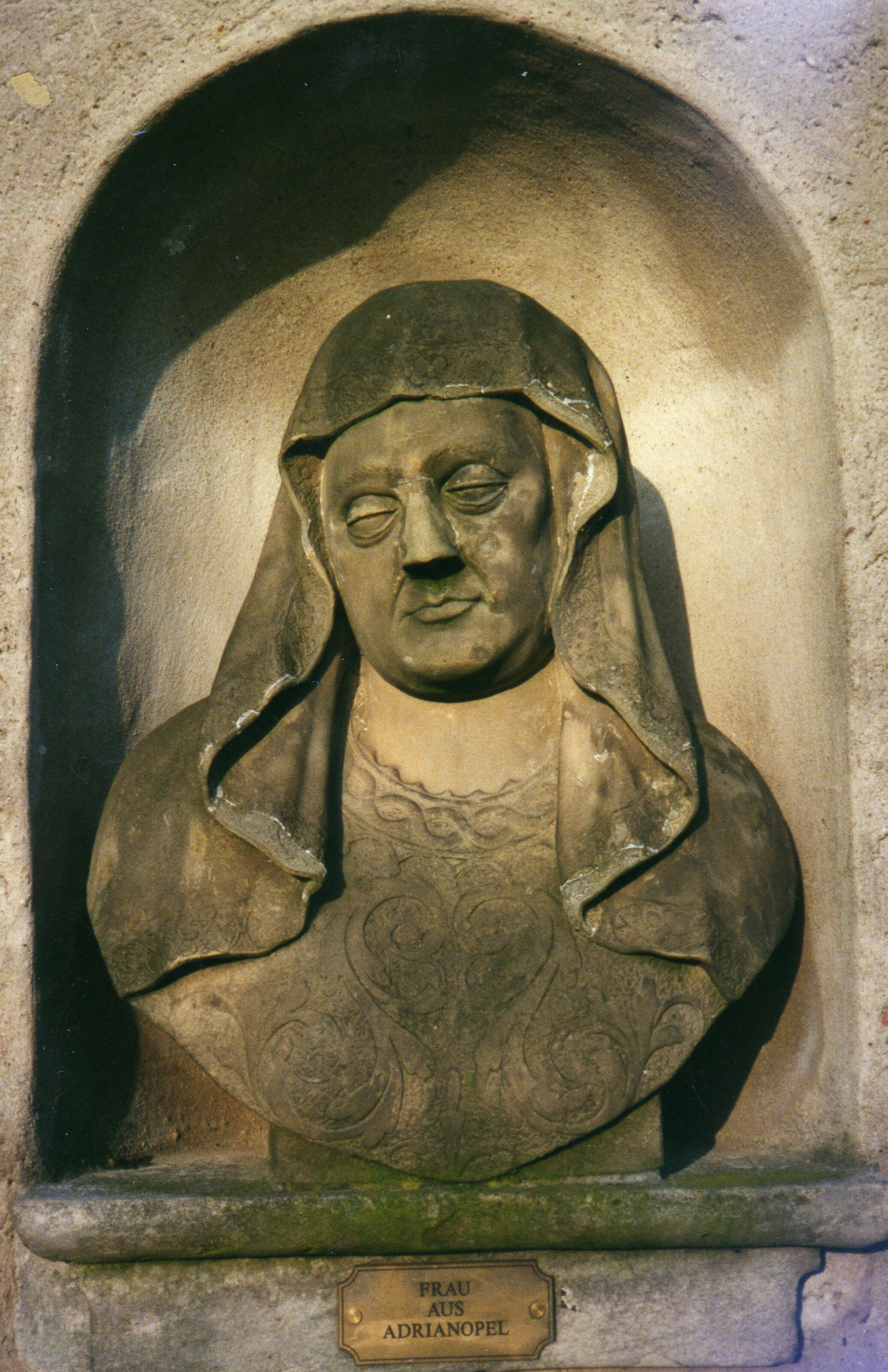
Frau aus Adrianopel
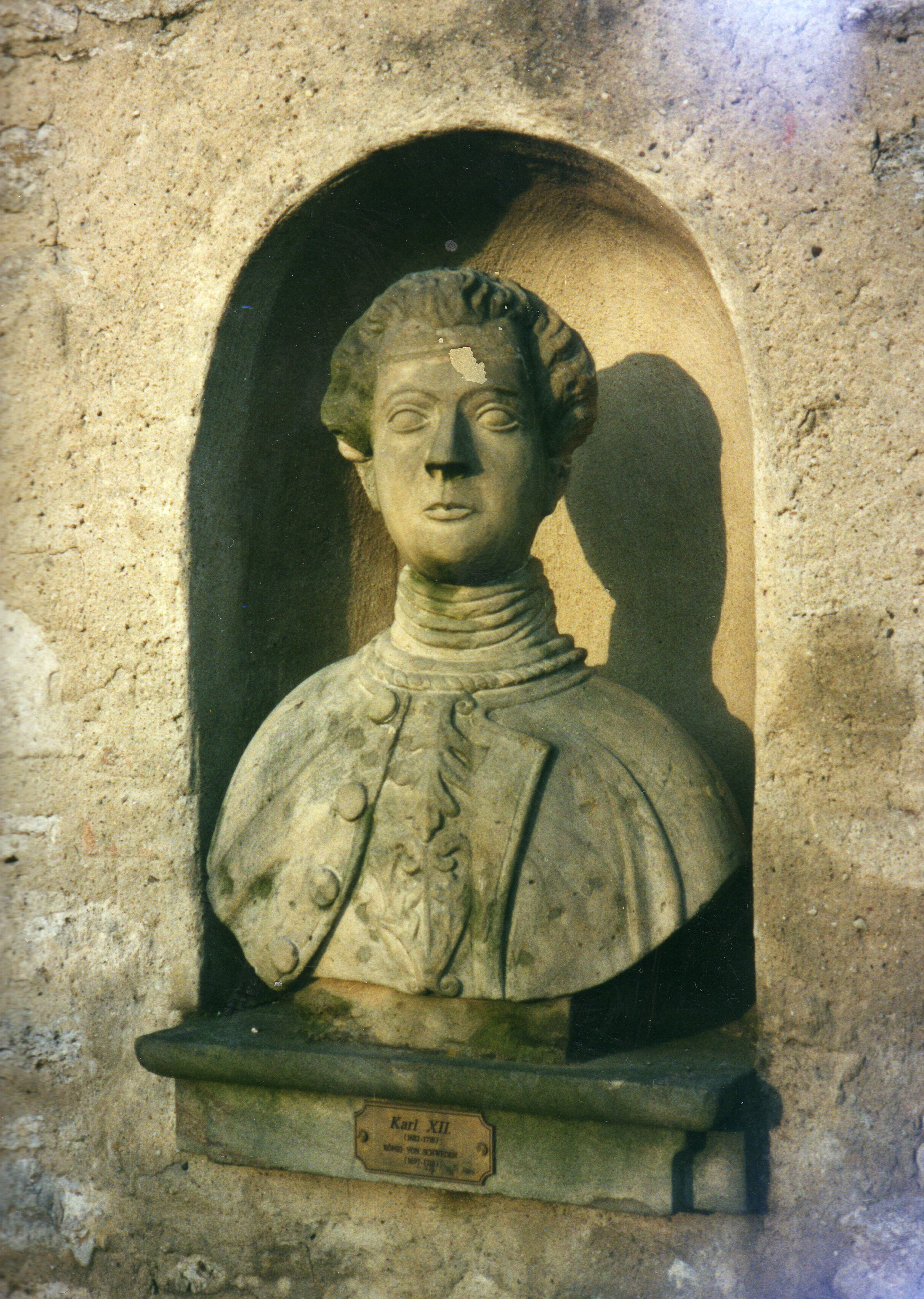
Karl XII (schwedischer König)
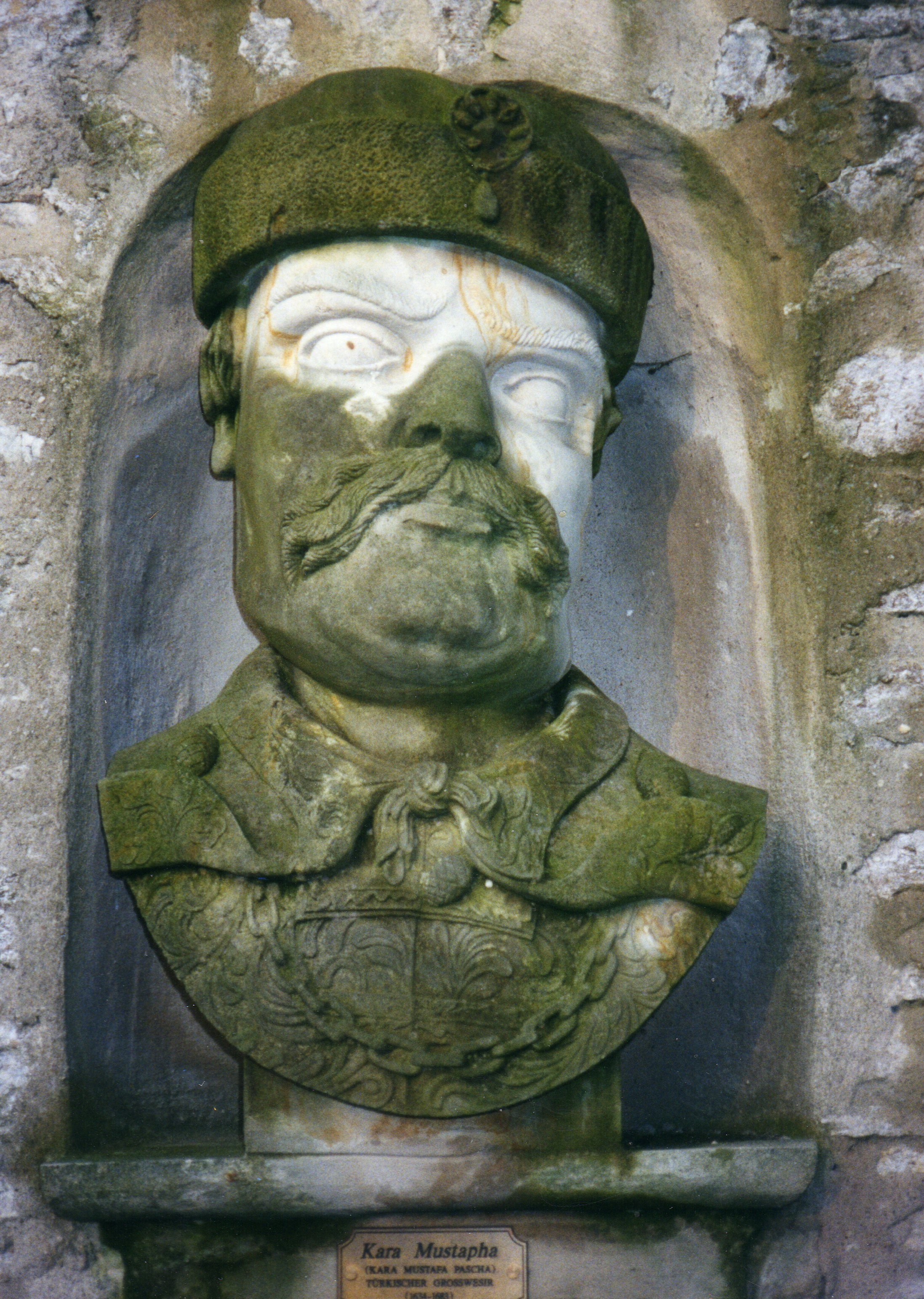
Büste Kara Mustafa Pascha
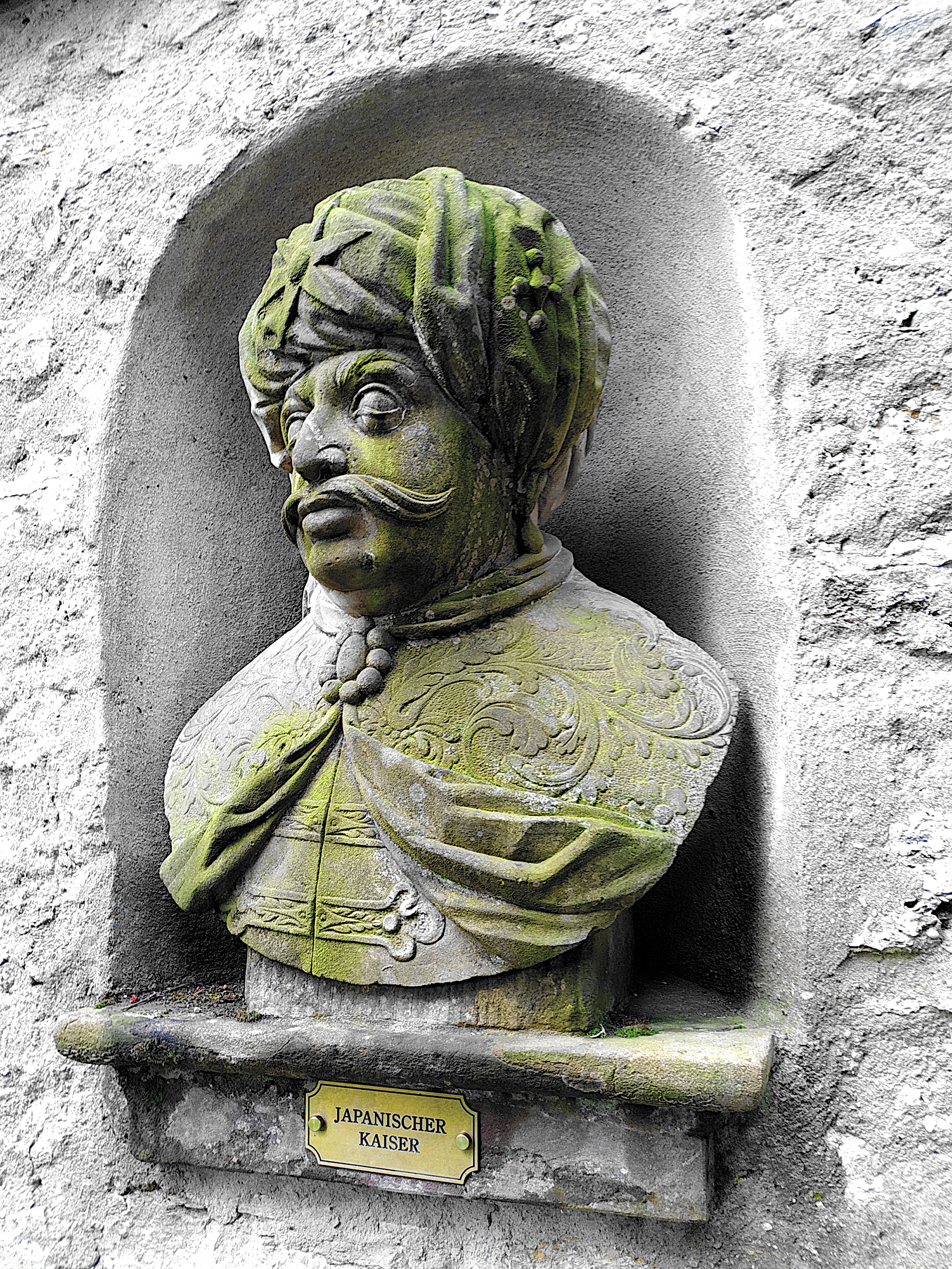
Büste des Tennō

### Weitere Skulpturen
Die vier Gartenplastiken Aurora, Flora, Juno und Vesta sind nicht erhalten. Lediglich zwei der Postamente für die Figuren stehen noch im südlichen Teil des Gartens.
Vor dem Schloßeingang im Treppenturm standen ursprünglich zwei Bärenplastiken. Sie wurden vermutlich 1979 in einer Weimarer Steinmetzwerkstatt eingelagert. Heute gibt es nur noch eine dieser Bärenplastiken, die restauriert und wieder vor dem Renaissance-Portal des Schlosses aufgestellt wurde.
Die Pfeiler des südlichen Gartentores sind geschmückt mit zwei Vasen. Der Pfeiler am Fragment der Nordmauer des Gartens ist vermutlich ein Teil des nördlichen Gartentores und hat einen Aufsatz in Form eines Blumenkorbes.

### Schlosskapelle
Hinter dem Schloss, von der Parkseite aus nicht sichtbar, liegt der älteste Teil des Kromsdorfer Schlosskomplexes: die Schlosskapelle. Urkunden über den Bau existieren nicht, die erste urkundliche Erwähnung datiert auf 1333. Die nächsten Daten gibt ein Grabstein an, der in der Südwand eingelassen ist. Er berichtet, dass 1527 Leuthold von Cromsdorf und 1532 seine Witwe Anna, geborene von Witzleben, starben.
Von Johann Theodor de Mortaigne wird erzählt, dass er Särge aufbrach und beraubte, als 1676 sein kleiner Sohn in der Gruft unter der Kirche beigesetzt werden sollte. Dabei wurde eine 39½ Kronen schwere Kette gefunden. Diese nahm der Baron angeblich an sich, um die Reparatur der Kirche davon zu bezahlen.
1832 musste der Kirchturm abgetragen werden, da einige Male der Blitz eingeschlagen hatte. Dafür wurde auf dem Schlossvorplatz ein hölzerner Glockenstuhl (Glockenhäuschen) errichtet. Auf den Turmstumpf wurde ein einfaches Pultdach gesetzt und mit Biberschwanzziegeln eingedeckt. Dadurch verschwand die Kirche vollständig hinter dem Schloss.
Die in schlechtem Zustand erhaltene Orgel wurde 1826 restauriert. Die Kosten wurden aus dem Erbe, das Frau Fridericke Prießer der Kirche vermacht hatte, bestritten. Jedoch war schon 1862 eine neue Orgel nötig, da die vorhandene nicht mehr funktionierte. Der Gemeindevorstand hatte den Orgelbauer Adalbert Förtsch aus Blankenhain zu Rate gezogen. Da dieser erklärte, nur vorläufig Abhilfe schaffen zu können, entschloss sich die Gemeinde zum Bau eines neuen Instrumentes.
Die Schlosskapelle ist mit einer hölzernen Tonne überspannt, einer für Thüringen typischen Konstruktion. Drei Seiten werden von der Empore eingenommen. Ihr gegenüber erhob sich der hölzerne Kanzelbau aus dem Jahre 1713. Die Kanzel konnte 1767 durch eine Stiftung neu bemalt werden. 1832 wurde sie neu dekoriert. Dabei wurde wohl auch das Gebälk erneuert.
Als im Jahre 1889 der Fußboden erneuert wurde, wurden die Grüfte der Schlosskapelle untersucht und die Grabsteine aus Sandstein mit dem Kromsdorfer Wappen gefunden, die heute links und rechts der Bühne stehen. Die Gruft wurde zubetoniert. Deshalb konnte der unterirdischen Gang nicht weiter erforscht werden.
Schon 1853 wurde ein buntverglastes Fenster zur Renovierung nach Eisenach gebracht. Die Kromsdorfer warteten vergeblich auf die Rückgabe. Das Fenster wurde in der Kapelle der im Wiederaufbau befindlichen Wartburg eingebaut, später als unpassend empfunden, wieder entfernt und im Archiv der Burg abgestellt.
1977 ist nach der Aufgabe der Schlosskapelle durch die Landeskirche das Interieur einschließlich der Orgel ausgebaut und ausgelagert worden. Die Orgel befindet sich in Privatbesitz in Berlin-Buch. Eine Recherche über den Verbleib der übrigen Stücke läuft noch. Weiterhin ist ein um 1520 entstandenes Altarwerk, das sich oben an der Schlosswand der Schlosskapelle befand, seit 1930 im Thüringer Museum in Eisenach, jedoch nicht mehr ganz vollständig. Im Mittelschrein waren Paulus und Petrus zu sehen, dazwischen Maria mit dem Kind. Die Seitenflügel zeigten Heiligenfiguren. Diese sollen demnächst wieder aufgestellt werden.
Nach dem Abriss der unmittelbar benachbarten Werkzeugfabrik im Jahr 1997 wurden die teilweise angefüllten Nord- und Ostfassaden wieder freigelegt. Die Kapelle wurde seither abschnittsweise saniert. Diese Restaurierung hat 2003 ihren vorläufigen Abschluss gefunden.

### Glockenhaus
Das Glockenhäuschen, das die Glocken des Kirchturms aufnahm, ist ein freistehender Glockenstuhl auf dem Schlossvorplatz (heute: Platz der Demokratie). Es handelt sich um einen Fachwerkbau, der bis in Brüstungshöhe mit Brettern verkleidet und mit einem Spließdach abgedeckt ist. Bis zum Ersten Weltkrieg hingen drei Glocken darin. Zwei Glocken mussten in diesem Krieg jedoch abgegeben werden, so dass jetzt nur noch die jüngste Glocke vorhanden ist. Diese Glocke war mit einem Durchmesser von 90 cm die kleinste. Sie wurde 1827 von Carl Friedrich Ulrich in Apolda gegossen. Verziert ist sie mit Ranken und Akanthusfries, sie trägt die Namen der Stifter und des Gießers sowie das Weimarische Wappen:
Gott segne und erhalte Großkroms=

dorf. Im Jahre 1827. Heerdegen Pas=

tor G. Kratz Kantor. Schilling Amts=

schultheiß

Knaut Salzmann Gerichtsschöppe

Knabe Kirchenvorsteher. Gegossen

v. C. F. Ulrich jun. In Apolda
Ihr Ton ist D. Im Kirchenbuch ist für das Jahr 1760 vermerkt:

„Den 28. Januar ist die neugegossene kleine Glocke auf den Kirchturm gebracht werden und das erste Mal zur Probe geläutet worden. Sie zersprang 1756 und wurde den 24. Juli 1759 von Herrn Joh. Georg Ulrich, Glockengießer zu Apolda, wieder umgegossen.“

Zur zweiten Glocke ist folgendes überliefert:

„Die zweite Glocke hatte einen Durchmesser von 75 cm und war mit zwei Friesen, mit geflügelten Engelsköpfen und dem Weimarischen Wappen geschmückt.“

Sie wurde 1696 von Barthold Rausch in Erfurt angefertigt. Die Glockeninschrift lautete:
In Namen Gottes goß mich

Barthol. Rausch

In Erfurt anno 1696 als H. Joh. Friedr.

Pansa Gem. Insp. H. Gerh. Hixenius

Past. H. Roller Richt. H. Schuchard

Heimb. v. H. A. Happe A. f. waren.
Der Ton dieser Glocke war H. Die Vorgängerin dieser Glocke ist beim Läuten zersprungen.
Die große Glocke hatte die Inschrift:
V. G. G.... 1. H. z. S. C. v. H. Ernst

August Constantin H. z. S. W. E. v. J.

S. T. H. J. G. Weber F. S. O. K. R.

v. G. S. – S. T. H. R. W. Schaum=

burg F. C. O. v. A. – H. C. Köhler

P. C. Im Namen Gottes goß mich

Martin Rohse

In Apolda 1750. J. G. Prieser

C.S. – J. M. Langenberg C. J. –

H. N. Eccard A. in Großkromsdorf
Der Ton der Glocke war A. Sie läutete zum ersten Mal am 10. Oktober 1750.

### Gärtnerhaus
Das Gartenhaus befindet sich am oberen Ende der Westmauer und neben den Resten der ehemaligen Nordmauer. Eine Analyse des Holzes ergab, dass das Gartenhaus um 1685 erbaut worden ist. Zunächst wohnte der Gärtner darin. Später wurde es als Bienenhäuschen genutzt. In den Nachkriegsjahren befand sich darin ein Kindergarten. Von 1985 bis 1989 wurde es von Studenten bewohnt. Es gab noch ein zweites Gartenhäuschen, welches jedoch 1806 durch die französischen Truppen so zerstört wurde, dass es später abgerissen werden musste.

### Remise
Die Remise, der Kutschenstall, befindet sich östlich des Schlosses. Von Conta hatte sie im Jahre 1907 bauen lassen. Das Gebäude wurde nur rund sieben Jahre genutzt. Durch Verwitterung und andere äußere Einflüsse, wie kriegerische Auseinandersetzungen, zerfiel die Remise zu einer Ruine. Erst nach der Wende, von 1991 bis 1993, konnte die Remise von Grund auf und mit großem Aufwand saniert werden. Die Bauherren waren die Gemeinde Kromsdorf und die Kreisverwaltung des Weimarer Landes. Die Baukosten dafür betrugen damals rund 850.000 DM.
Seit 1993 war hier die Kreis- und Fahrbibliothek zu Hause, die vorher im Erdgeschoss des Schlosses untergebracht war. 2008 entschloss sich der Landkreis als Träger, die Mittel dafür zu streichen, da Kromsdorf auch die allgemeine Fahrbibliothek nutzen könne. Alle Bücher und Medien wurden eingelagert. Eine andere Nutzung steht aber bisher noch aus.
Pläne, die Remise als Vinothek umzubauen, um den in Kromsdorf angebauten Wein vor Ort zu verkosten, wurden aufgrund der unterschiedlichen Interessen zwischen Gemeinde und dem potenziellen Investor Georg Prinz zur Lippe nicht verwirklicht.

### Grundplatte der Weimarer Wasserkunst

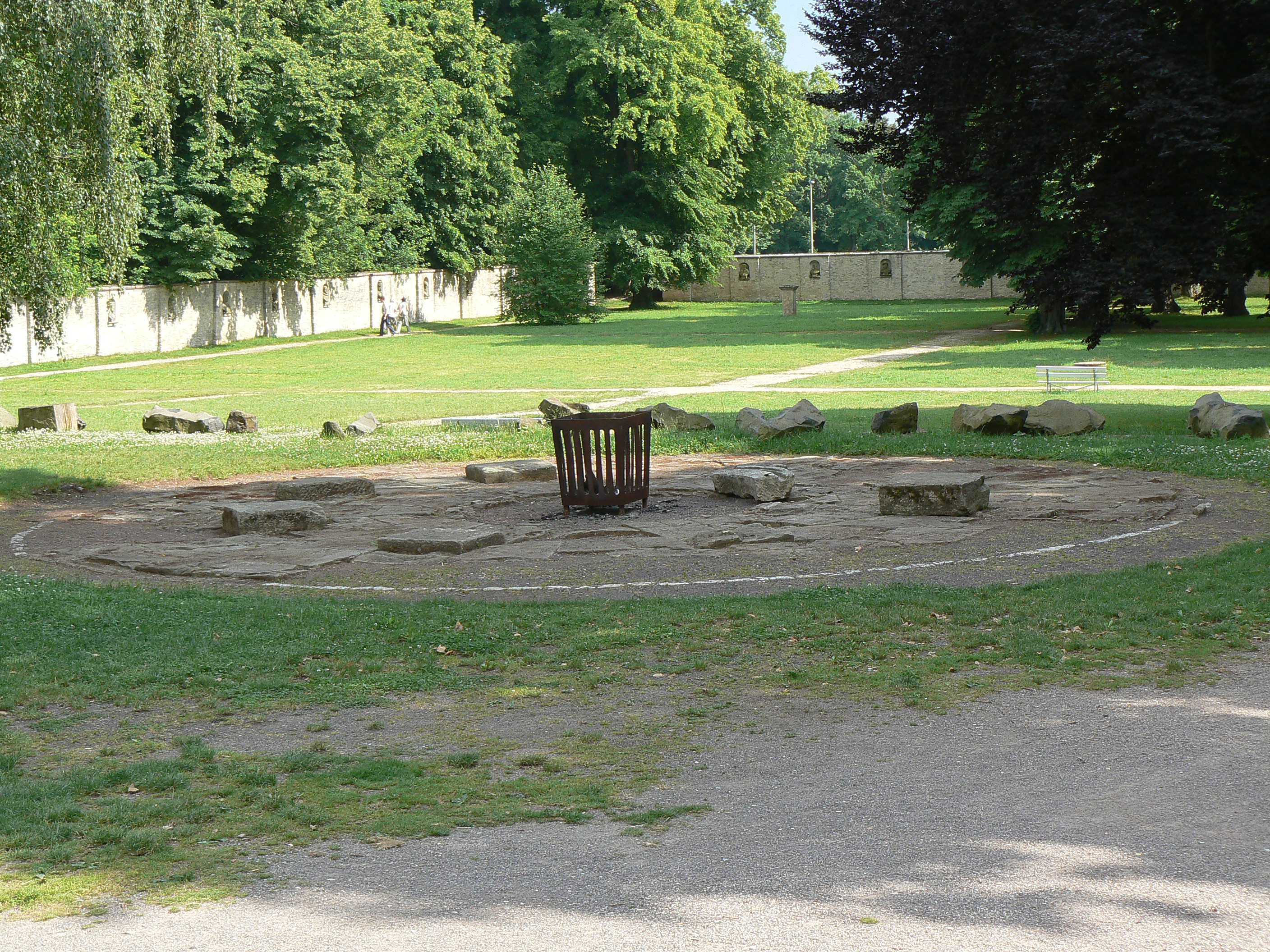
Weimarer Wasserkunst – Die Brunnengrundplatte

Im Schlosspark ist die Grundplatte der Weimarer Wasserkunst zu sehen. Sie wurde 2002 bei archäologischen Ausgrabungen am Standort für das Tiefenmagazin der Herzogin Anna Amalia Bibliothek gefunden. Jedoch konnte die Stadt Weimar die Platte nicht in die Neugestaltung des Platzes der Demokratie integrieren, so dass sie 2004 im Kromsdorfer Schlosspark unweit der Remise in den Boden eingelassen wurde.
Eine der ältesten Darstellungen der Weimarer Wasserkunst befindet sich im Stadtplan von 1569/1570 von J. Wolf. Dort ist im Renaissancegarten des Grünen Schlosses, bei dem es sich vermutlich um die Herzogin Anna Amalia Bibliothek handelt, ein freistehender, dreigeschossiger Baukörper zu sehen. Dessen Nutzung nach dieser Zeit ist durch Archäologen nachgewiesen. Er soll unter anderem als Badestube gedient haben.